# Sinopa
Il sinopa (gen. Sinopa) è un mammifero estinto, appartenente agli ienodonti. Visse nell'Eocene medio (circa 49 - 40 milioni di anni fa) e i suoi resti fossili sono stati ritrovati in Nordamerica e in Asia.

## Descrizione
Questo animale doveva essere piuttosto simile a un'attuale genetta, sia come aspetto generale che come dimensioni. Il peso non doveva superare i 2 chilogrammi. Il corpo era snello e allungato, e le zampe sottili e relativamente snelle rispetto a quelle della maggior parte degli ienodonti. 
Il cranio era allungato, con una cavità cerebrale ridotta; la cresta sagittale era molto sviluppata, così come le creste occipitali. Le orbite si aprivano in posizione quasi centrale, al di sopra dei molari, e le ossa lacrimali si estendevano di poco sopra la regione facciale. Le ossa nasali si prolungavano moderatamente all'indietro. La bolla timpanica non era ossificata. La formula dentaria comprendeva 44 denti. I molari superiori erano tritubercolati, con paracono e metacono nettamente distinti; quelli inferiori, dal trigonide ben sviluppato, possedevano un talonide di dimensioni simili, mentre l'ipoconulide non era chiaramente distinto dall'entoconide. 
La coda era lunga e potente, le zampe piuttosto corte ma flessibili, con piedi pentadattili. L'ulna era robusta quanto il radio, e il perone era leggermente ridotto. L'astragalo possedeva una troclea poco profonda. Queste caratteristiche sono simili a quelle degli ienodonti ancestrali, ma per altri aspetti morfologici Sinopa richiamava i carnivori, come la riduzione degli incisivi, la robustezza dei canini e l'allungamento delle ossa parietali. 

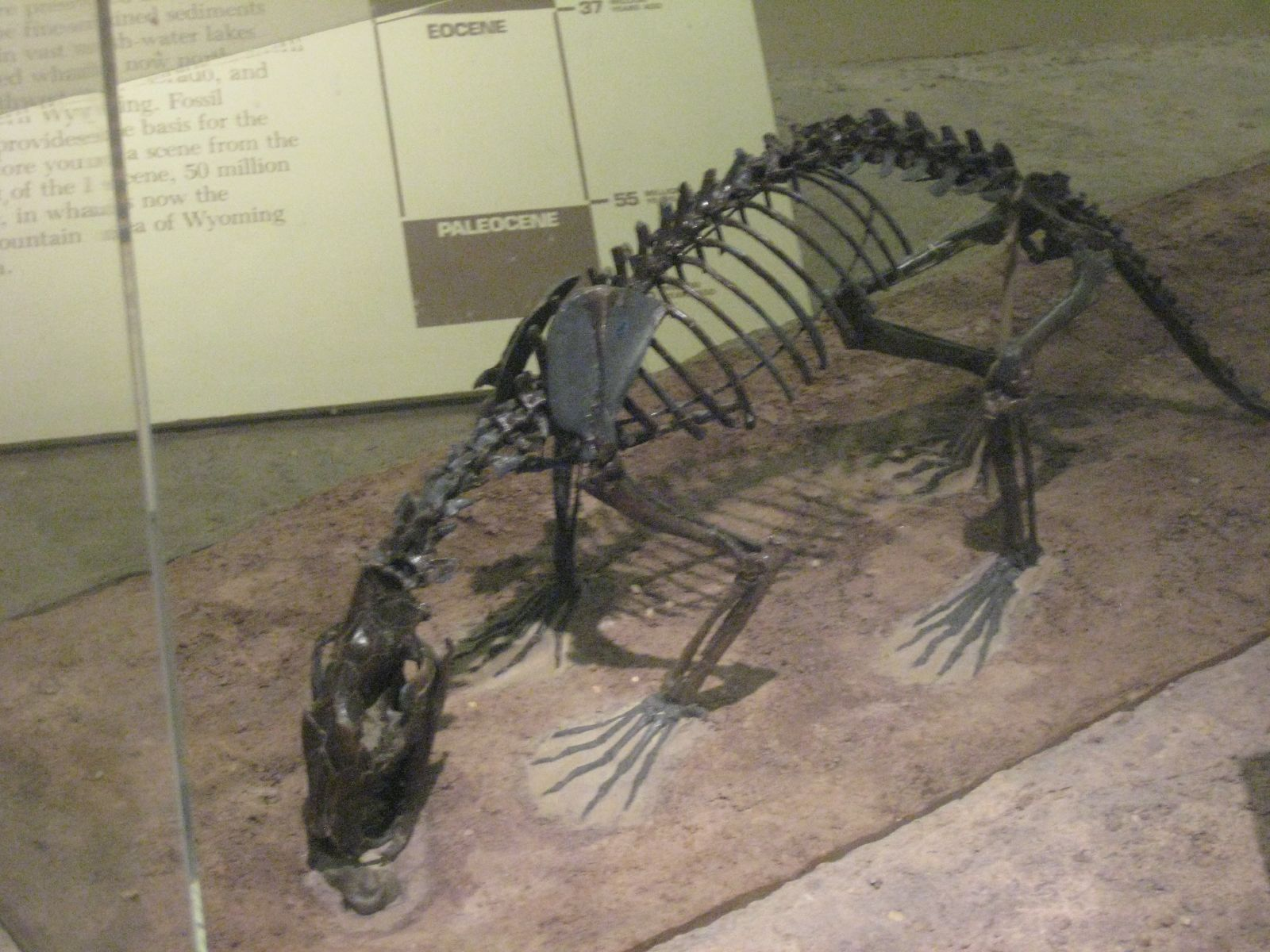
Scheletro di Sinopa grangeri (=S. major)

## Classificazione
Il genere Sinopa venne descritto per la prima volta nel 1871 da Joseph Leidy, sulla base di resti fossili ritrovati in terreni dell'Eocene medio del Wyoming; la specie tipo è Sinopa rapax, i cui fossili sono stati ritrovati in seguito anche in Nevada e Utah. Altre specie attribuite a questo genere sono S. minor, S. major, S. pungens e S. lania, tutte provenienti dagli Stati Uniti. La ben nota specie S. grangeri potrebbe essere identica a S. major. Nel 2014 è stata descritta una specie asiatica, S. jilinia, rinvenuta in terreni della fine dell'Eocene medio in Cina, a testimonianza della notevole distribuzione geografica di questo genere. Una specie africana descritta da Andrews nel 1906 come S. ethiopica, i cui fossili sono stati ritrovati in Egitto, è stata in seguito attribuita ad altri generi di creodonti, come Metasinopa. 

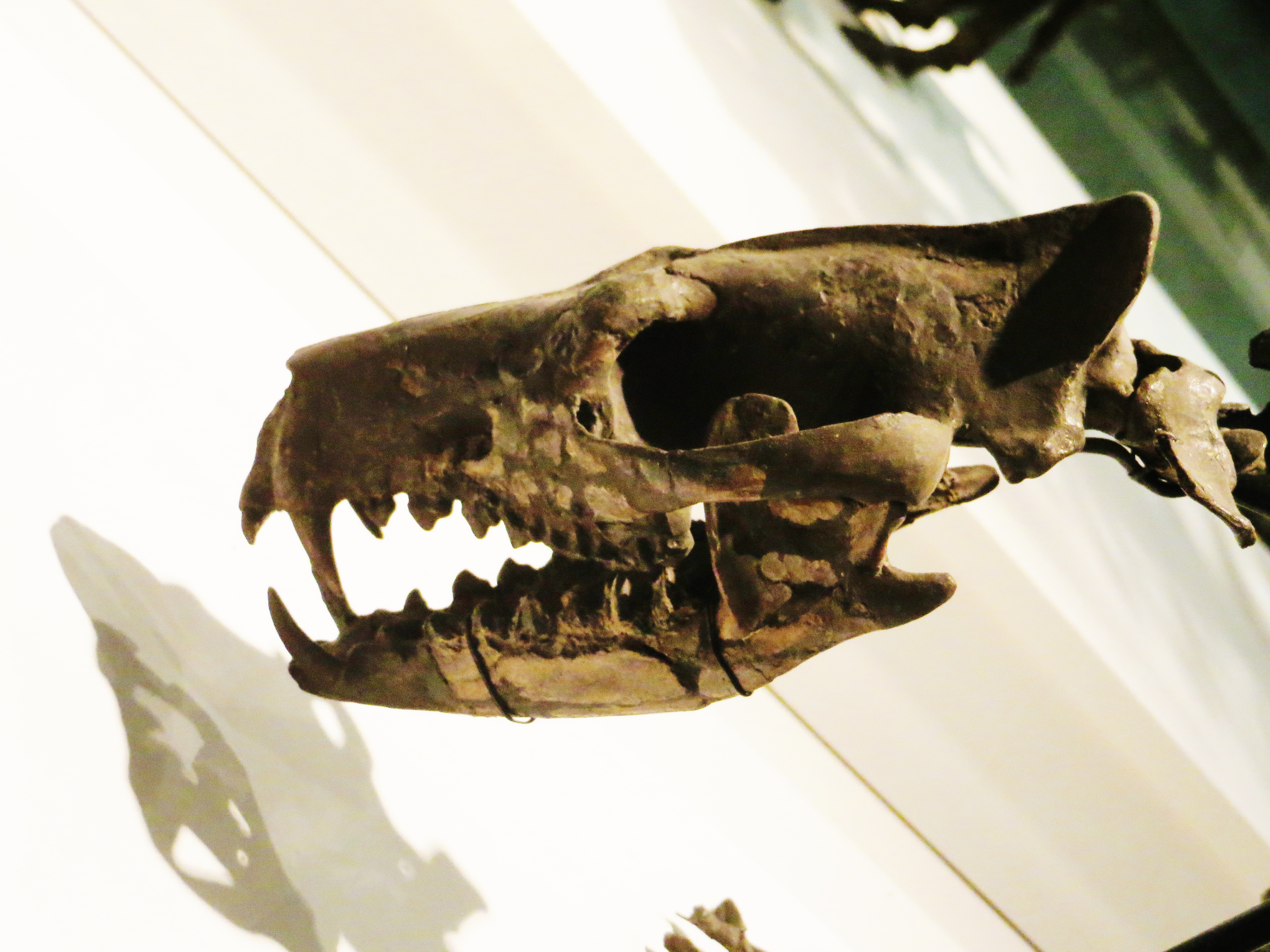
Cranio di Sinopa rapax

Sinopa è uno dei generi più noti fra gli ienodonti, grazie ai numerosi fossili ritrovati in Wyoming nella formazione Bridger. Sinopa è il rappresentante meglio conosciuto dei Sinopaninae, un gruppo di ienodonti di piccole dimensioni affini ai proviverrini, ma dotati di caratteristiche dentarie più derivate.

## Paleoecologia
Sinopa (il cui nome in lingua Blackfoot significa "volpe") doveva essere un piccolo e agile carnivoro, probabilmente in grado di correre veloce e di arrampicarsi sugli alberi, ma di abitudini solitamente terricole.